# Newton by Castle Acre
Pour les articles homonymes, voir Newton.
Newton by Castle Acre est une paroisse civile et un village du Norfolk, en Angleterre.